# Live in California 2006 EP
Live in California 2006 EP è un EP live della cantautrice Regina Spektor.

## Tracce
1. Fidelity - 3.43
2. Field Below - 5.02
3. Sailor Song - 3.17
4. Ghost Of Corporate Future - 3.08